# Siouxsie And The Banshees
Siouxsie and the Banshees (pronunciado [suːzi æn ðə ˈbænʃiːz]) fue una banda británica formada en 1976 por la vocalista Siouxsie Sioux y el bajista Steven Severin. Pioneros del movimiento post-punk, su música evolucionó hacia el rock alternativo, con sencillos pop. Siouxsie and the Banshees fue una de las bandas más importantes, innovadoras e influyentes del movimiento post-punk.
Lanzaron su primer sencillo, «Hong Kong Garden», en 1978; la canción, con una melodía original del guitarrista John McKay, fue un éxito en el Reino Unido, con una entrada en el top 10. Su álbum debut, The Scream, fue aclamado por la crítica británica. Con la llegada del guitarrista John McGeoch en 1980, la banda graba canciones más coloridas y pop, con los sencillos «Happy House» y «Christine»; el álbum Kaleidoscope recibe el fervor del público y ocupa el quinto lugar en las listas de Inglaterra. Con Juju, que también llegó al top 10 en 1981, la banda tuvo una influencia importante en el movimiento gótico emergente. El álbum Peepshow, con el sencillo «Peek-a-Boo», permiten al grupo convertirse en uno de los representantes de la escena alternativa a finales de la década de 1980. Tienen mucho éxito en los Estados Unidos en 1991 con la canción «Kiss Them for Me». La banda se disolvió en 1996. Siouxsie continuó grabando con The Creatures, una segunda banda que fundó con el baterista Budgie. Tras el final de The Creatures en 2004, la cantante se convirtió en solista.
Siouxsie and the Banshees fueron citados como influencias por bandas coetáneas como Joy Division, The Cure, Depeche Mode, U2, y The Smiths. Sus canciones fueron versionadas por Jeff Buckley («Killing Time»), Tricky («Tattoo»), Massive Attack («Metal Postcard») LCD Soundsystem («Slowdive»), y The Weeknd («Happy House»). La cantante recibió elogios de otros artistas como Radiohead, PJ Harvey, Sonic Youth, y TV on the Radio.

## Historia

### Inicios (1976-1977)
Siouxsie Sioux, cuyo verdadero nombre era Susan Ballion, y Steven Severin, pseudónimo de Steven Bailey, se conocieron en Londres en 1975 en un concierto de Roxy Music. Les gustaba la música de David Bowie y de Can. A principios de 1976, ven actuar por primera vez a los Sex Pistols; serán inspirados por su intransigencia y actitud en el escenario.
Siouxsie and the Banshees debutaron en septiembre de 1976 en el festival punk del 100 Club de Londres con Siouxsie en voz, Steven Severin, bajo, Marco Pirroni a la guitarra y Sid Vicious a la batería. Abrieron con «The Lords Prayer». Severin quiso hacer algo como el «Sister Ray» del Velvet Underground. Después de veinte minutos de improvisación, el guitarrista Pirroni entendió mal una señal de Severin e inesperadamente dejó de tocar. Después de aquel histórico debut, la banda se desintegró. Ingresó en las Banshees un nuevo baterista, Kenny Morris en diciembre.
Sin embargo, no sería sino hasta el 24 de febrero de 1977 que los Banshees logran completar su formación con el ingreso del nuevo guitarrista, Pete Fenton. Pero la primera formación conveniente para el futuro de los Banshees, la más convincente y propia, se consiguió con el reemplazo de Fenton por John McKay, quien ingresa en la banda en julio, dando mayor estabilidad al grupo. La banda debutó en la televisión en So it Goes de Granada Television en noviembre de 1977, cantando «Metal Postcard» en Mánchester, una nueva canción con batería tipo máquina, una línea de bajo solista y una guitarra angular y dentada. El 29 del mismo mes grabaron una sesión para el show de John Peel en BBC radio 1.

### The ScreamyJoin Hands: el sonido del guitarrista John McKay (1978-1979)
Publican su primer sencillo, el tema «Hong Kong Garden», con una sensibilidad muy pop, con un gancho oriental tocado en un xilófono: este debut discográfico alcanzó el número 7 en las listas inglesas en agosto de 1978.
El álbum debut The Scream, producido por Steve Lillywhite, obtuvo la aclamación de la crítica británica. Paul Morley escribió en el NME: "La voz asombrosa de Siouxsie es caída, recortada, rompiendo un lugar destacado por encima de este drama musical audaz, haciendo hincapié en los colores oscuros y estados de ánimo vacíos, desnudos". Sounds y Melody Maker también publicaron críticas positivas. El lanzamiento de su álbum, en el sello Polydor, se produjo en noviembre de 1978 y llegó al puesto 12 de las listas británicas. Incluía algunas de sus mejores canciones: «Metal Postcard», «Jigsaw Feeling», «Switch», «Overground» y «Mirage». Fueron grabadas con mucho espacio, especialmente en la batería. The Scream es uno de los discos pioneros del post-punk.
En julio de 1979 aparece el sencillo «Playground Twist», que prepararía el terreno a su segundo disco. Dos meses más tarde aparece Join Hands con una producción más oscura. Este álbum, que llegó al puesto 13 de las listas del Reino Unido, contenía «Poppy Day», una canción sobre un soldado de la Primera Guerra Mundial.
A los cinco días de comenzar la gira de promoción del disco, John McKay (guitarrista) y Kenny Morris (batería) abandonan la formación, dejando al dúo Siouxsie y Steven Severin en la estacada. La gira británica pudo continuar dos meses más gracias el guitarrista Robert Smith (de The Cure, que tocaban en aquella época de teloneros de la banda) y la contratación de un nuevo baterista, Budgie (ex The Slits).

### El período John McGeoch:Kaleidoscope,JujuyA Kiss in the Dreamhouse(1980-1982)
En 1980 ve la luz el tercer álbum, Kaleidoscope, con el nuevo guitarrista, John McGeoch (ex Magazine). El álbum fue muy bien recibido por la crítica. El disco es bastante más luminoso que sus predecesores, con el uso de sintetizadores, y un sonido más limpio y denso. Con el éxito de los sencillos «Happy House», «Christine» y también el electró / atmosférico «Red Light». Kaleidoscope fue el más vendido en la accidentada carrera de los Banshees: llegó al puesto número 5 de las listas de Reino Unido.
El cuarto trabajo de la banda Juju se edita en 1981, con el sencillo «Spellbound». Es un disco con muchas guitarras y sin teclados. Juju está considerado por muchos como el mejor trabajo de la banda (llegó al puesto 7 de las listas) con un sonido de mayor profundidad estilística. Incluye canciones como «Arabian Knights» o «Nightshift», que denotan su creciente evolución. Este disco se encuentra impregnado de ambientes psicodélicos y "dark". En esta época Siouxsie y su baterista Budgie crearon un segundo grupo, The Creatures, editando un primer sencillo "Mad - Eyed Screamer" (del EP Wild Things) llegando al puesto 24 de las listas británicas.
Tras el lanzamiento del sencillo «Fireworks», en mayo de 1982, Siouxsie contrae laringitis por lo que se ven obligados a dar menos conciertos en los siguientes meses; para entonces ya tenían listo el nuevo material que conformaría su nuevo disco. Siouxsie desarrolló un sonido más cercano al rock psicodélico, que se observa en el nuevo álbum A Kiss in the Dreamhouse, en el que utilizaron instrumentos de cuerda por primera vez en su carrera. Producido por Mike Hedges, el álbum es más experimental y más audaz que sus predecesores. Considerado como una pieza maestra por algunos críticos, el disco tuvo una considerable atención. A Kiss in the Dreamhouse alcanzó el puesto 11 de las listas del Reino Unido.

### NocturneyHyæna: la etapa de Robert Smith (1983-1984)
Durante la promoción de A Kiss in the Dreamhouse, John McGeoch sufrió un colapso en el escenario en Madrid, agotado, y tuvo que ser obligado a descansar en octubre de 1982. El guitarrista Robert Smith de The Cure volvería a ayudar a los Banshees a concluir la gira y se acabaría incorporando como miembro estable de la banda.
Los Banshees crean su propio sello, Wonderland transmitido por Polydor, desde donde se da inicio a una gran experimentación. En 1983, Siouxsie y Budgie darían nuevamente vida a The Creatures, grabando el álbum Feast, que alcanzó el puesto 17 en Inglaterra, incluidos el hit «Miss The Girl». Así mismo, Severin y Smith crearon el grupo The Glove grabando el álbum Blue Sushine, que alcanzó el puesto 35 en UK. En septiembre, Siouxsie and the Banshees lanzaron un sencillo que era una versión del tema «Dear Prudence», de los Beatles; fue uno de sus mayores éxitos y llegó al puesto 3 de las listas británicas. El 31 de octubre y 1 de noviembre las Banshees se reunifican para tocar en el Royal Albert Hall londinense. Como resultado se editó el esperado álbum en directo Nocturne bajo el discográfico Wonderland (su versión filmada apareció posteriormente).
En mayo de 1984, Smith dejó los Banshees para concentrarse en su propia banda, The Cure, y se reclutó a un nuevo guitarrista, John Carruthers. En junio finalmente apareció el disco grabado junto a Smith, Hyæna con un estilo de neo-psicodelia y new-wave. Un mes después, fue lanzando en los Estados Unidos por Geffen Records. Hyaena fue el primero en entrar en la lista Billboard, ocupando el puesto 157 de la lista.

### TinderboxyThrough the Looking Glass(1985-1987)
En 1986 se ve resurgir a Siouxsie and the Banshees de sus cenizas con el álbum Tinderbox, que les devolvió la confianza, mientras su popularidad al otro lado del Atlántico iba en aumento. El disco era fresco y más urgente. El sencillo «Cities in Dust» ocupó el puesto 21 en el Reino Unido.
Un disco de versiones a modo de homenaje a sus artistas favoritos, Through the Looking Glass apareció en 1987, en el que interpretan 10 viejos temas de sus ídolos de adolescencia en remodeladas versiones como las del «Hall of Mirrors» de Kraftwerk, «Little Johnny Jewel» de Television y «Sea Breezes» de Roxy Music. Fue el disco equivalente al Pin Ups de Bowie. Del álbum se extrajo un corte, «The Passenger», cover de Iggy Pop, en una versión con instrumentos de viento metal. En marzo, John Carruthers abandonó la banda, siendo reemplazado por Jon Klein. Poco después, las Banshees pasan a ser un quinteto por primera vez en su historia, con el ingreso del tecladista Martin McCarrick.

### Peepshow,SuperstitionyThe Rapture(1988-1995)
Graban uno de los discos mejores de su carrera: Peepshow en 1988. Este álbum marca un cambio en el sonido de la banda, ya totalmente redefinidos como pop, aunque conservando elementos rock en su propuesta musical. El sencillo «Peek-A-Boo» sería un éxito en las listas estadounidenses.
Siouxsie y Budgie disfrutaron de un período de descanso y grabaron con The Creatures un segundo álbum, Boomerang, en España, concretamente en Andalucía. Boomerang presenta arreglos con instrumentos de viento metal e incluye elementos de blues y flamenco.
Siouxsie and the Banshees vuelven de nuevo en 1991 con el álbum Superstition, el disco más vendido de la banda en los Estados Unidos, lo que se unió a un fuerte cambio de imagen en el grupo que asumió una estética más asequible y sexy. «Kiss Them For Me» sería otro sencillo de éxito en las listas de todo el mundo. El mismo año Siouxsie y Budgie contraen matrimonio y se mudan al suroeste de Francia.
Por entonces grabaron el tema «Face To Face» para la banda sonora de la película Batman Returns, a petición del director Tim Burton.
La banda daría un parón artístico hasta el año 1995 en que editaron The Rapture, escrito y compuesto en la casa de Siouxsie y Budgie, y producido en Londres en parte con John Cale (ex Velvet Underground). Sería el último trabajo de estudio de los Banshees, el grupo se disuelve el año 1996.

### Después de la ruptura (1999-actualidad)
Más adelante Siouxsie y Budgie editaron dos álbumes con The Creatures, Anima Animus en 1999 y Hái! en 2003. Anima Animus fue aclamado en 2000 por PJ Harvey, quien calificó a Anima Animus en sus cinco álbumes favoritos lanzados en 1999.
Después de una breve reunión de Siouxsie and the Banshees para unos pocos conciertos en 2002, Polydor y Universal lanzaron varios álbumes recopilatorios como The Best of, Downside Up (las B-Sides) y Voices on the Air: The Peel Sessions (las live sessions para la BBC radio).
Siouxsie y Budgie se divorcian y dan por finalizada tanto su relación personal como también artística disolviendo The Creatures en 2005.
El primer álbum en solitario de Siouxsie, Mantaray, salió en 2007 en la casa de discos Universal. El disco que logra un sonido único fusionando de una manera inteligente a The Banshees y The Creatures agregando un poco de glam y pop recibió una buena recepción crítica. El famoso Pitchfork escribió que el álbum es un éxito'.
Los últimos cuatro álbumes de estudio remasterizados del grupo aparecen en CD con varios bonus inéditos en cada edición en 2014. La cantante y su exbajista también llevan una compilación CD titulado It's a Wonderfull Life para el mensual Mojo dado a conocer en septiembre con Siouxsie en la portada. En este CD, los dos músicos honran a varios compositores del cine y la música clásica.
En 2018, las reediciones en LP vinilo de sus once álbumes de estudio, remasterizados a partir de bandas sonoras de ¼", fueron planificadas a partir de agosto.
Una biografía del guitarrista John McGeoch con su vida y legado es publicada en 2022 por Omnibus Press. The Light Pours Out of Me - The Authorized Biography of John McGeoch por Rory Sullivan-Burke, disponible en Amazonespaña, contiene entrevistas recientes e inéditas con numerosos músicos que han citado a McGeoch como una influencia en su trabajo, como Johnny Marr de The Smiths, Jonny Greenwood y Ed O'Brien de Radiohead, y John Frusciante de Red Hot Chili Peppers, entre muchos otros, y también una nueva entrevista con Siouxsie y Steven Severin.
En octubre, All Souls, un nuevo álbum recopilatorio incluye diez canciones seleccionadas por Siouxsie, con los sencillos «Spellbound» (la canción de los créditos finales de la cuarta temporada de Stranger Things) y «Fireworks», y también pistas de álbumes, y lados B, vinculados a la "temporada de otoño". All Souls se lanza en vinilo negro, y también en vinilo naranja.
En octubre de 2023 The Rapture fue reeditado en vinilo doble color turquesa translúcido con motivo del Día Nacional del Álbum.
En 2024, Through the Looking Glass se reeditó en vinilo transparente con un nuevo diseño que incluía una funda con efecto espejo, a través de minoristas en línea.
En mayo de 2025, John Mckay lanzó su álbum debut como solista Sixes And Sevens en vinilo y CD; el álbum incluye canciones grabadas entre 1980 y 1989. Algunas de las pistas producidas en 1980 con Kenny Morris en la batería dieron una idea de la dirección que habrían tomado los Banshees si McKay se hubiera quedado en la banda.

## Discografía
Álbumes de estudio
- The Scream (1978)
- Join Hands (1979)
- Kaleidoscope (1980)
- Juju (1981)
- A Kiss in the Dreamhouse (1982)
- Hyæna (1984)
- Tinderbox (1986)
- Through the Looking Glass (1987)
- Peepshow (1988)
- Superstition (1991)
- The Rapture (1995)

Álbumes en directo
- Nocturne (1983)
- Seven Year Itch (2003)
- At The BBC (3 CD + 1 DVD) (2009)

Recopilatorios
- The Best Of Siouxsie And The Banshees (2002)
- Downside Up: B-Sides and Rarities (4 CD) (2004)
- Voices on the Air: The Peel Sessions (2006)
- All Souls (1 LP) (2022)

DVD
- Seven Year Itch (en Londres en 2002) (2003)
- Nocturne (en Londres en 1983) (2006)